# 孙燕姿 (专辑)
《孫燕姿》為新加坡歌手孫燕姿首張個人中文專輯，於2000年6月9日發行。專輯甫上市便在台灣兩大唱片行「大眾唱片行」及「玫瑰唱片行」的排行榜上連續11週位居前三名。至年底全台累計銷量已突破33萬張，成為2000年台灣唱片銷售總冠軍。截止2006年9月，專輯全亞洲銷量已突破270萬張。孫燕姿亦憑藉此專輯獲得包括台灣金曲獎最佳新人獎在內的12項新人大獎肯定。

## 概要
專輯的原定首波主打歌為《愛情證書》，但距離正式發片不到一個月的時候，台灣華納唱片老闆周建輝臨時決定將主打歌更換為《天黑黑》。2000年5月22日，《天黑黑》正式派台。6月9日專輯正式上市後，在台灣兩大唱片行「大眾唱片行」及「玫瑰唱片行」的排行榜上連續11週位居前三名，至7月底全台銷量已突破30萬張。
8月初，唱片公司華納音樂打鐵趁熱推出限量3萬張的「全能認證版」改版專輯，此版本採用全新的包裝設計，封面以蜜桃色為主色調，並附贈孫燕姿形象的電腦小秘書軟體以及滑鼠墊。在限量的「全能認證版」售罄之後，華納再印刷的平裝版依然採用蜜桃色調封面，但已不再有贈品附送。
至2000年年底台灣本土的累計銷量已突破33萬張，成為2000年台灣唱片銷售總冠軍。截止2006年9月，專輯全亞洲銷量已突破270萬張。

## 曲目
| 曲序     | 曲目           |               | 作曲     | 编曲        | 製作人        | 备注                           | 时长  |
| -------- | -------------- | ------------- | -------- | ----------- | ------------- | ------------------------------ | ----- |
| 1.       | 超快感         | 李焯雄 包小柏 | 包小柏   | 包小松      | 包小柏 包小松 | 第三主打 大慶汽車Impreza廣告曲 | 3:40  |
| 2.       | 愛情證書       | 徐世珍        | 李偲菘   | Terence Teo | 李偲菘        | 第二主打                       | 4:15  |
| 3.       | 天黑黑         | 廖瑩如 April  | 李偲菘   | 吳慶隆      | 李偲菘        | 首波主打                       | 3:57  |
| 4.       | E-Lover        | 李姚          | 包小柏   | 包小松      | 包小柏 包小松 | 第四主打                       | 5:01  |
| 5.       | 濃眉毛         | 李焯雄        | 楊君亮   | Terence Teo | 李偲菘 李偉菘 | 第五主打                       | 3:48  |
| 6.       | 和平           | 廖瑩如        | 李偲菘   | Terence Teo | 李偲菘        |                                | 4:09  |
| 7.       | 自然           | 廖瑩如        | 李偲菘   | Martin Tang | 薛忠銘        |                                | 3:25  |
| 8.       | 終於           | 易家揚        | 李偉菘   | 吳慶隆      | 李偉菘 李偲菘 |                                | 4:30  |
| 9.       | 很好           | 徐世珍        | 孫燕姿   | 吳慶隆      | 李偲菘        | 第六主打                       | 4:28  |
| 10.      | Leave Me Alone | 李偉菘 廖瑩如 | 李偉菘   | Terence Teo | 李偉菘        | 第七主打                       | 3:55  |
| 总时长： | 总时长：       | 总时长：      | 总时长： | 总时长：    | 总时长：      | 总时长：                       | 41:13 |

## 獎項
- 中華音樂人交流協會2000年十大優良單曲〈天黑黑〉
- 台灣流行音樂200最佳專輯 （页面存档备份，存于）中NO.18

| 年份 | 典禮         | 獎項         | 提名項目         | 結果 |
| ---- | ------------ | ------------ | ---------------- | ---- |
| 2001 | 第12屆金曲獎 | 最佳作曲人獎 | 李偲菘〈天黑黑〉 | 獲獎 |
| 2001 | 第12屆金曲獎 | 最佳新人獎   | 孫燕姿           | 獲獎 |

## 第一張個人選集VCD
《第一張個人選集》為新加坡歌手孫燕姿的第一張卡拉OK影音專輯，於2000年8月4日發行。收錄《孫燕姿》同名專輯中7隻卡拉OK版MV。

### 曲目
1. 天黑黑 (執導：馬宜中)
2. 愛情證書 (執導：馬宜中)
3. 超快感 (執導：林錦和)
4. 很好 (執導：林錦和)
5. Leave Me Alone (執導：馬宜中)
6. 濃眉毛 (執導：黃麗君)
7. E-Lover (執導：黃麗君)